# Lexus LM
Lexus LM — мінівен люкс-класу, що виробляється японським брендом Lexus, розкішним підрозділом Toyota.
Позначення LM розшифровується як «Luxury Mover».

## Перше покоління (AH30; 2020)

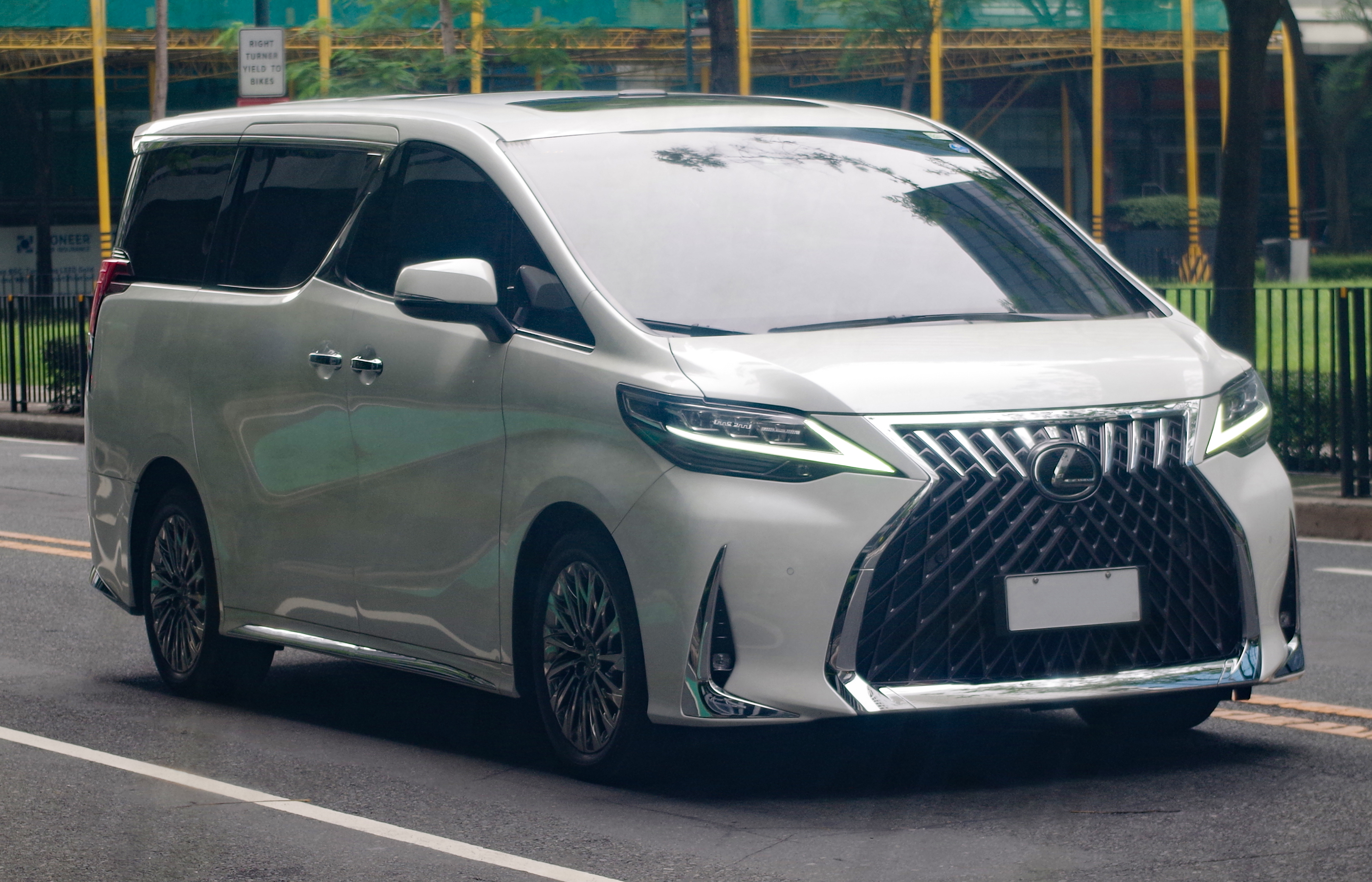
LM 350 (2020-2024)

Перше покоління LM було представлено 16 квітня 2019 року на 18-й Шанхайській міжнародній виставці автомобільної промисловості та вперше випущено 20 лютого 2020 року в Китаї  Заснований на Alphard третього покоління, LM трохи довший за Alphard, на якому він базується, і має довжину 5040 мм.

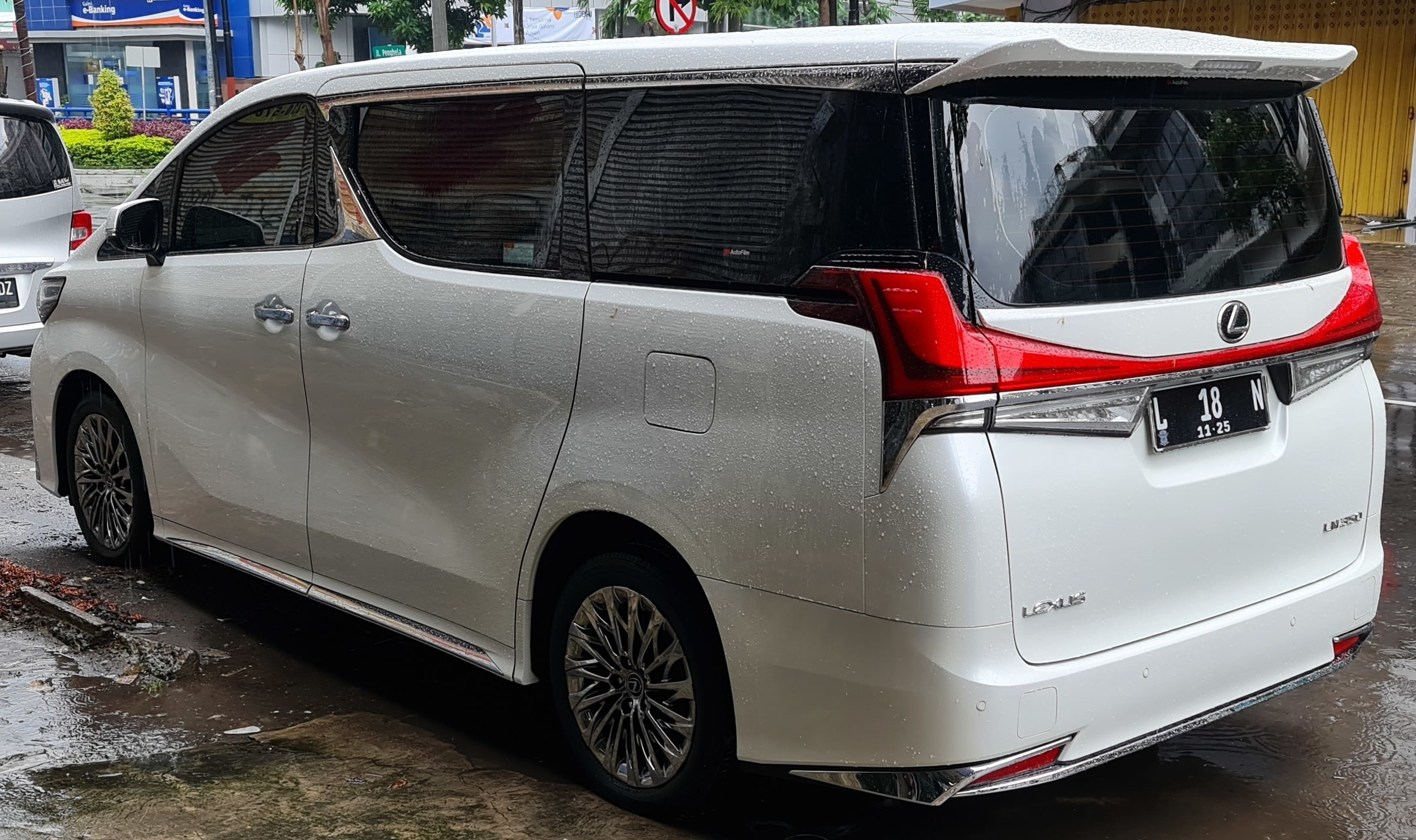

У порівнянні з Alphard третього покоління, LM має нові та міцніші структурні компоненти, а також додаткові звукоізоляційні елементи, такі як подвійні склопакети. Були доступні дві конфігурації сидінь: 7-місна конфігурація на основі варіанту Alphard Executive Lounge і 4-місна конфігурація під назвою «Emperor Suite» на основі варіанту Alphard Royal Lounge. LM має нову підвіску з технологією Swing Valve.

### Двигуни
Бензинові:
- 3.5 L 2GR-FE V6 (Гонконг, LM 350)
- 3.5 L 2GR-FKS V6 (LM 350)

hybrid:
- 2.5 L 2AR-FXE I4 (LM 300h)

## Друге покоління (AW10; 2023)

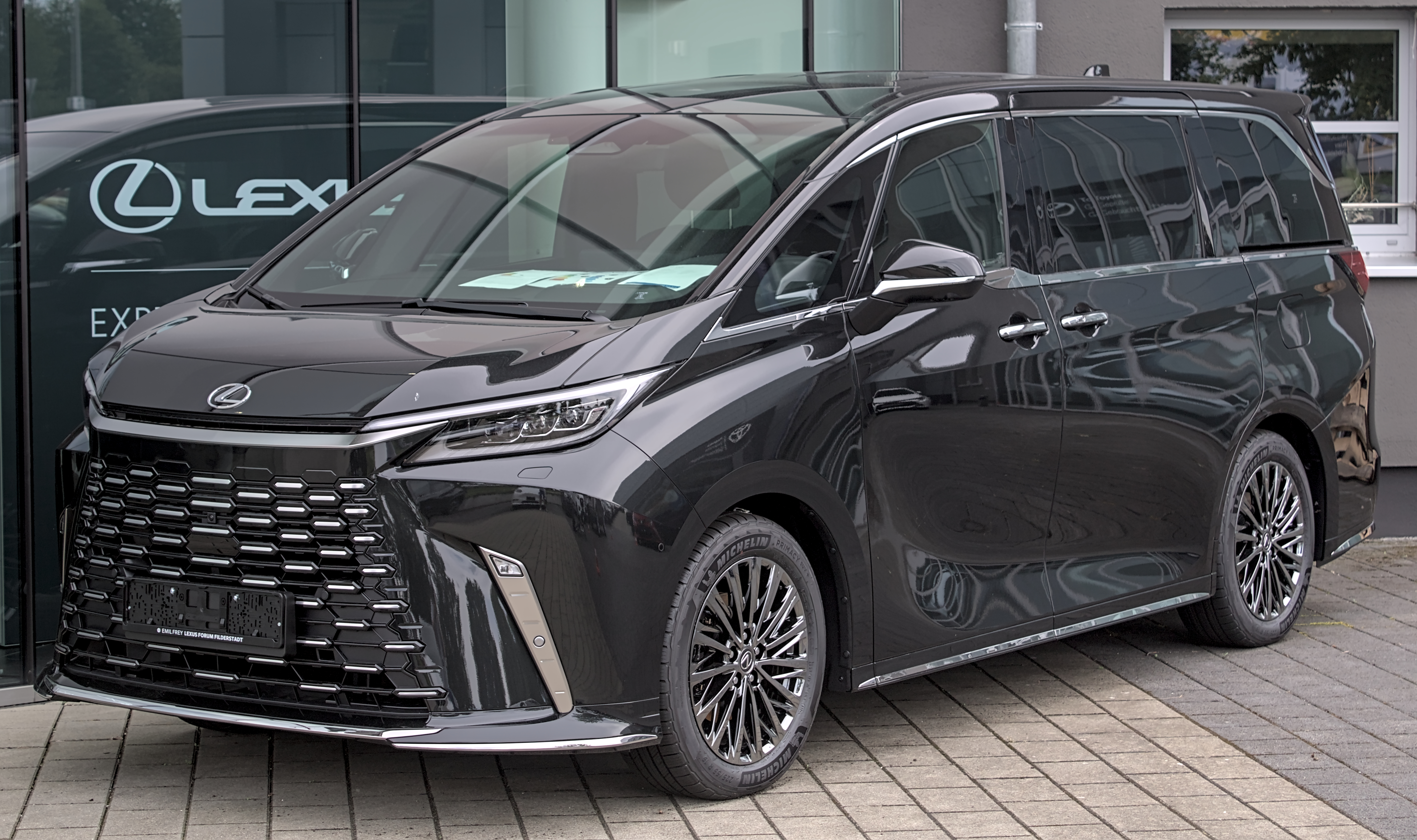
2024 LM350h (Німеччина)

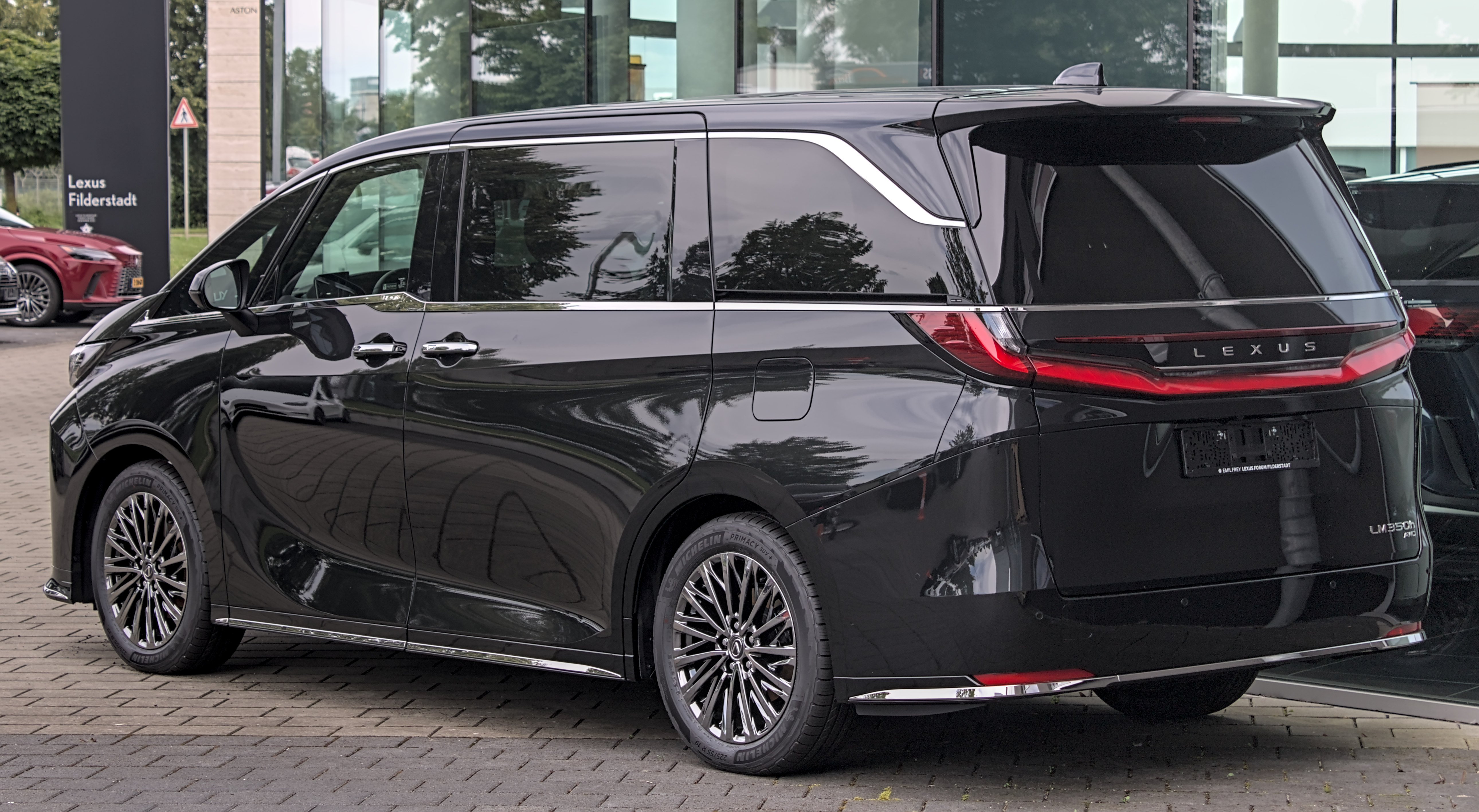

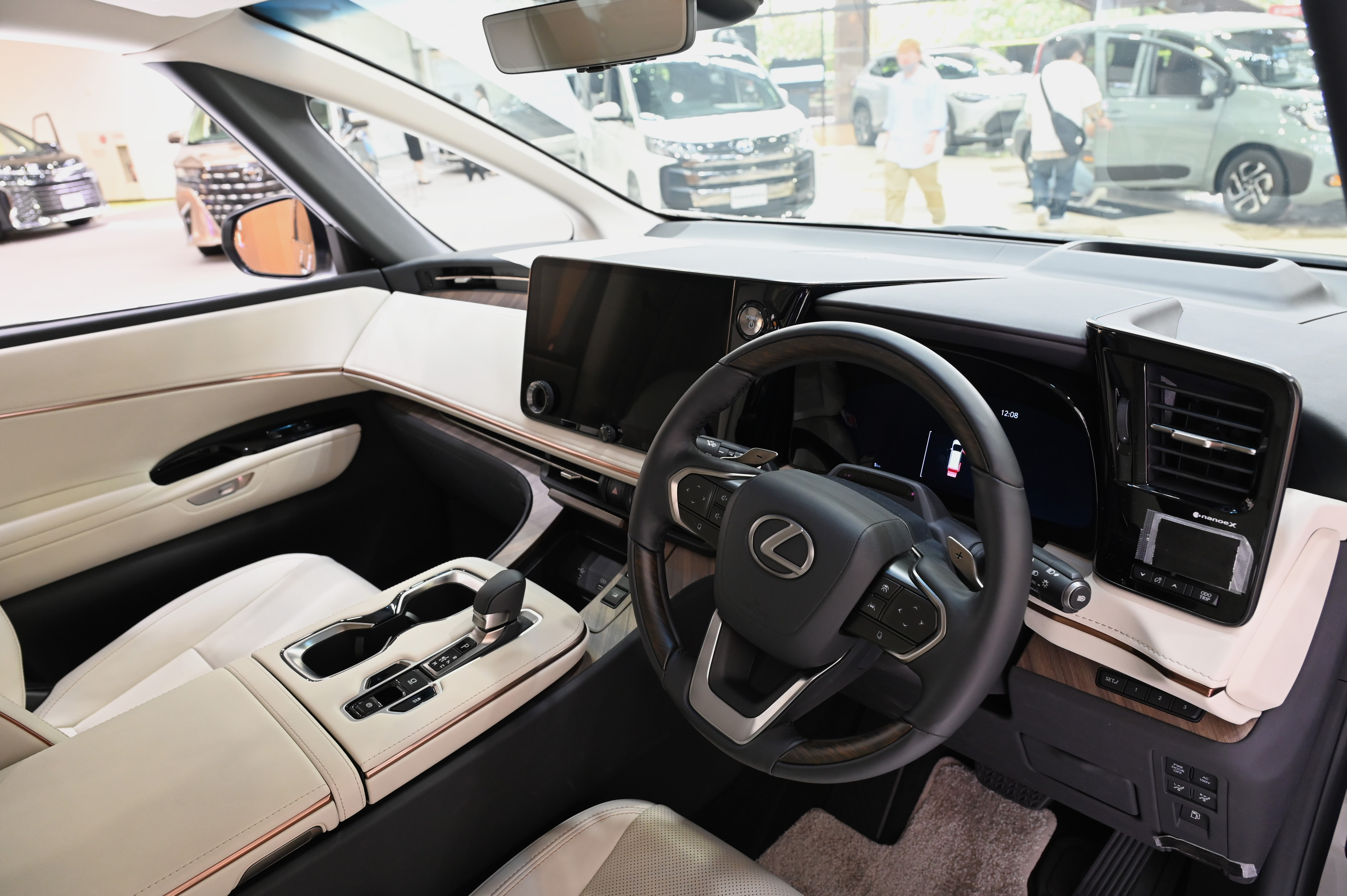

Друге покоління LM дебютувало 18 квітня 2023 року на автосалоні в Шанхаї. Воно засноване на платформі TNGA-K разом із Alphard/Vellfire, від якої відрізняється іншим кузовом і окремим кодом моделі.
Модель продається виключно як гібридний автомобіль, відмовляючись від звичайної бензинової моделі попередньої моделі, тепер має лише бензинову гібридну версію.
Модель має останню ітерацію «веретеноподібної решітки» з шестикутним малюнком, що замінює велику веретеноподібну решітку попередньої моделі, а емблема Lexus переміщується з решітки на капот.  А-стійки затемнені, щоб створити ефект повного плаваючого даху.
Вперше для Lexus, LM другого покоління дебютує «Rear Climate Concierge», який об’єднує засоби керування кондиціонером, сонцезахисними навісами, освітленням, положенням сидінь тощо.  LM також має підлокітники та пуфи з підігрівом, ще один перший Lexus, і доступний із 48-дюймовим заднім екраном.
Будуть запропоновані дві моделі, 350h і 500h, з електричною системою повного приводу Lexus Direct4.  Він буде доступний у трьох конфігураціях: 4-місний, 6-місний і 7-місний, а також у 4 кольорах кузова: чорному, білому, бежевому та червоному.  З новим поколінням Lexus розширив свою доступність, запустивши його в понад 60 країнах, у тому числі в Європі, Австралії та Японії вперше.  Незважаючи на це, LM не буде доступний у Північній Америці.

### Двигуни
hybrid:
- 2.4 L T24A-FTS turbo I4 (LM 500h, TAWH15)
- 2.5 L A25A-FXS I4 (LM 350h, AAWH10)